# Coelichneumon dorsosignatus
Coelichneumon dorsosignatus là một loài tò vò trong họ Ichneumonidae.